# Apango
Apango est un petit village dans la municipalité des Martír de Cuilapan dans l'État de Guerrero, au Mexique.

## Démographie
Les résultats ont montré que le compte II de la population et du logement[pas clair] en 2005 par l'Institut national de statistique, de géographie et d'informatique, la ville de Apango avait 3 987 habitants, dont 1 870 hommes et 2 111 femmes.